# Nicola Bertucci
Nicola Bertucci, anche noto come L'Anconetano o Nicolò Bertuzzi (Ancona, circa 1710 – Bologna, 2 gennaio 1777), è stato un pittore italiano  del tardo barocco o rococò, principalmente attivo nella produzione di paesaggi.

## Biografia
Bertucci fu allievo di Vittorio Maria Bigari. Nel 1732 iniziò a frequentare l'Accademia Clementina e nel 1734–1735 vinse il primo premio per un progetto di architettura; nel 1751 divenne membro della stessa accademia e successivamente ne fu direttore.
Dipinse una Vita del beato Franco (1753-1754) per la chiesa carmelitana di Medicina, a tale progetto collaborò con lo specialista in quadratura Vincenzo del Buono. Dipinse anche tele della Via Crucis (1753) per le chiese di Ancona. A Bologna dipinse varie opere, tra cui 14 piccoli quadri per la Via Crucis della chiesa dell'Ospedale della Chiesa di San Biagio. Dopo il 1753 collaborò spesso con Carlo Lodi. Nella Pinacoteca civica di Forlì sono conservate Scene di battaglie e Paesaggio con esercito sul ponte.